# Мери Шапиро
Мери Шапиро (на английски: Mary Schapiro) е американска юристка.

## Биография
Родена е на 19 юни 1955 г. в Ню Йорк в семейство на антиквар и библиотекарка. През 1977 г. завършва колежа „Франклин и Маршал“, а през 1980 г. защитава докторат по право в Университета „Джордж Вашингтон“. През 1988 г. става член на Комисията по ценните книжа и борсите, която временно оглавява за няколко седмици през 1993 г.
През 1994 – 1996 г. оглавява Комисията за търговия със стокови фючърси, след което отива в частната Национална асоциация на дилърите на ценни книжа и ръководи нейното трансформиране в Регулаторна администрация на финансовата индустрия. През 2009 – 2012 г. оглавява Комисията по ценните книжа и борсите. След оттеглянето си от държавната администрация работи в ръководството на различни големи предприятия – „Промонтъри Файненшъл Груп“, „Дженерал Илектрик“, „Лондон Сток Ексчейндж Груп“, „Си Ви Ес Хелт“.